# كهف الرخام (القرم)
كهف الرخام (بالروسية: Мра́морная пещера)‏، (بالأوكرانية: Мармурова печера)‏، (بالتتارية: Mermer qobası, Мермер къобасы)‏ هو كهف في شبه جزيرة القرم، في الهضبة السفلى من شاتير داغ، كتلة صخرية جبلية. إنها منطقة جذب سياحي شهيرة كونها واحدة من أكثر الكهوف زيارة في أوروبا.
بسبب تفرده، أصبح كهف الرخام مشهورًا في جميع أنحاء العالم. يعتبره علماء الكهوف من بين أجمل خمسة كهوف على هذا الكوكب وواحد من عجائب الدنيا السبع الطبيعية في أوكرانيا. في عام 1992، تم تضمينه في الرابطة الدولية للكهوف المجهزة.

## وصلات خارجية
- Pictures of the Marble Caves with route description باللغة الروسية